# Будилівська сільська рада (Потіївський район)
Будилівська сільська рада — колишня адміністративно-територіальна одиниця та орган місцевого самоврядування у Потіївському районі Малинської, Коростенської і Волинської округ, Київської та Житомирської областей УРСР з адміністративним центром у селі Будилівка.

## Населені пункти
Сільській раді на момент ліквідації були підпорядковані населені пункти:
- с. Буглаки
- с. Будилівка

## Історія та адміністративний устрій
Утворена 1923 року в складі сіл Буглаки та Будилівка Облітківської волості Радомисльського повіту Київської губернії. 16 січня 1923 року до складу ради включене с. Заміри ліквідованої Замірівської сільської ради. 7 березня 1923 року увійшла до складу новоствореного Потіївського району Малинської округи.
Станом на вересень 1924 року на обліку в раді числились хутори Білий Ліс, Будилівка та Крево, котрі, станом на 1 жовтня 1941 року, зняті з обліку населених пунктів. У 1944 році с. Заміри було передане до складу Гуто-Потіївської сільської ради Потіївського району Житомирської області.
Станом на 1 вересня 1946 року сільрада входила до складу Потіївського району Житомирської області, на обліку в раді перебували села Буглаки та Будилівка.
11 серпня 1954 року, відповідно до указу Президії Верховної ради УРСР «Про укрупнення сільських рад по Житомирській області», сільську раду було ліквідовано, територію та населені пункти включено до складу Новобудської сільської ради Потіївського району Житомирської області.